# Провідні тканини рослин

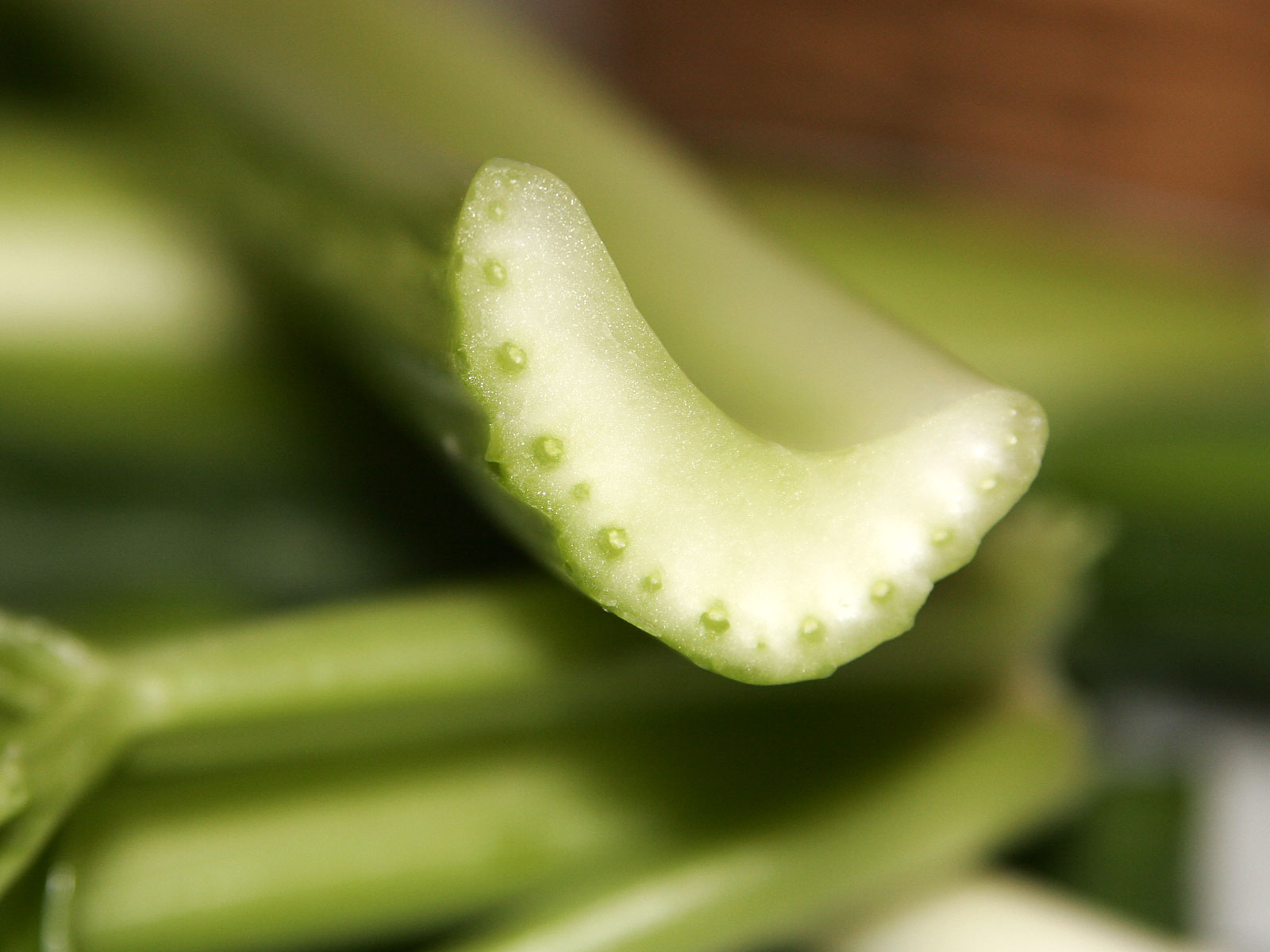

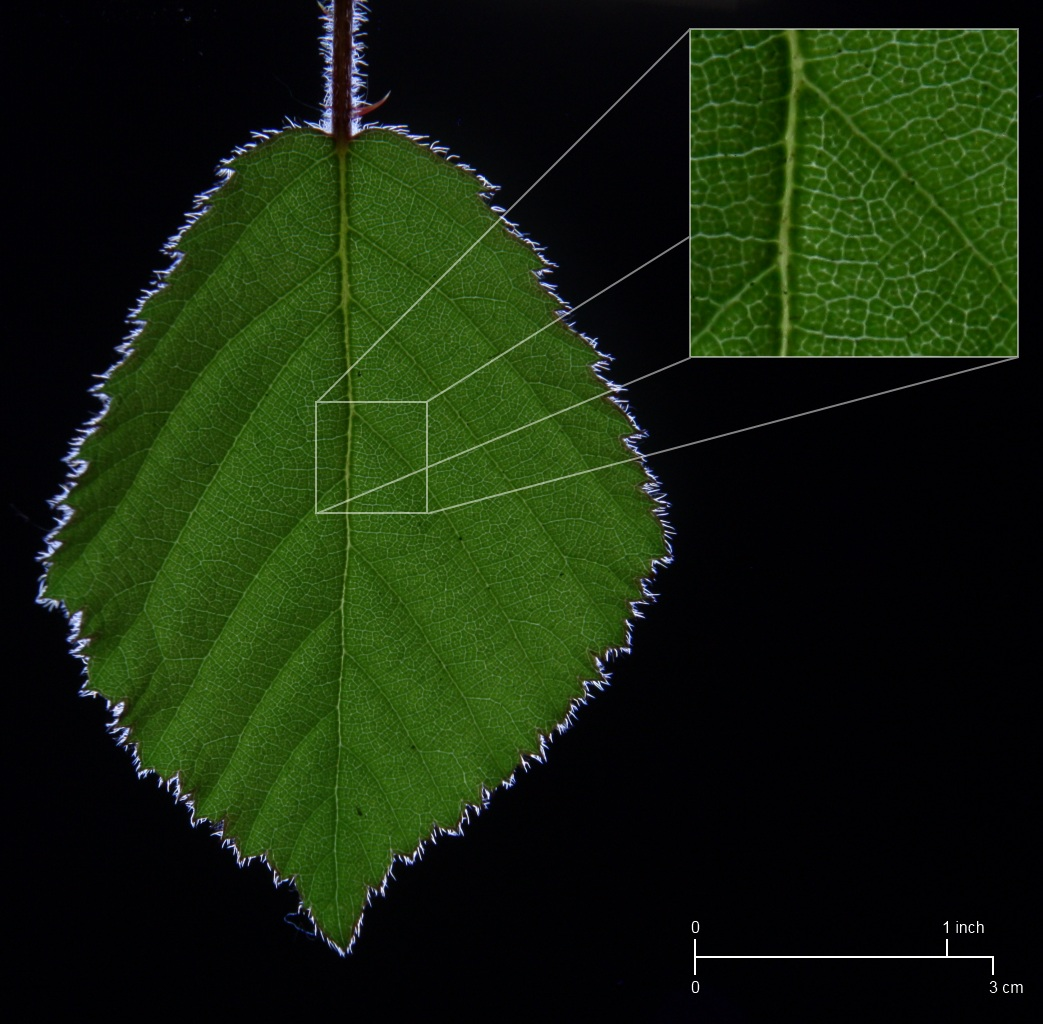
Судинна система листка (жилкування)

Провідні тканини рослин — тканини, основною функцією яких є проведення по рослині води та розчинених у ній органічних та неорганічних речовин. Провідні тканини рослин розвиваються з прокамбію і камбію й утворюють систему, що пов'язує всі органи рослини. Високодиференційовані провідні тканини є лише у так званих судинних рослин; у мохоподібних та нижчих рослин їх немає. Найскладніше побудована система провідних тканин у покритонасінних.
Провідні тканини рослин поділяються на флоему та ксилему. Ксилема — транспорт води і мінеральних солей. Флоема — тканина, що транспортує від листків до кореня воду і органічні речовини.
Ксилема — механічна тканина, що поділяється на судини і трахеїди. Судини — довгі пустотілі трубки утворені з вертикального ряду паренхімних клітин. Трахеїди — видовжені мертві клітини без цитоплазми. Флоема — механічно спеціалізована тканина. Включає ситовидні трубки — вертикальний ряд видовжених живих клітин з целюлозною оболонкою, на поперечних стінках багато отворів перфорацій.
Провідні тканини рослин разом з механічними тканинами утворюють судинно-волокнисті пучки.
Провідні елементи флоеми:
- ситовидні клітини
- ситоподібні трубки + клітини супутники

Механічні елементи:
- луб'яні волокна

Паранхімні елементи:
- луб'яна паренхіма.

Забезпечує резервування речовин.